# El Abadia
El Abadia är en ort i Algeriet.   Den ligger i provinsen Aïn Defla, i den norra delen av landet, 130 km väster om huvudstaden Alger. El Abadia ligger 177 meter över havet och antalet invånare är 28 724.
Terrängen runt El Abadia är kuperad åt nordväst, men åt sydost är den platt.Runt El Abadia är det ganska tätbefolkat, med 155 invånare per kvadratkilometer. Närmaste större samhälle är Oued Fodda, 16,6 km sydväst om El Abadia. Trakten runt El Abadia består till största delen av jordbruksmark.